# Hendrick Soeteboom
Hendrick Jacobsz. Soeteboom (Zaandam, 1614 - aldaar, 1678) was een geschiedschrijver, dichter, verkoper van boeken en herbergier. Hij was tevens jarenlang eigenaar van boekhandel "In de Witte Pers" te Zaandam.

## Levensloop
Soeteboom is rond 1614 geboren in Oostzaandam. Zijn vader Jacob Dirkszoon Soet had een herberg en was katholiek. Zijn moeder was hervormd en afkomstig uit een goede familie. Over verdere familie is weinig bekend behalve dat een oom van Soeteboom scheepstimmerman was en waarschijnlijk een scheepstimmerwerf bezat. Voor zijn huwelijk was Soeteboom werkzaam in de scheepsbouw, waarschijnlijk als leerling van zijn oom. Hij trouwde rond 1644 met Trijn Davidszoon, dochter van David Janszoon Russel, en ging aan de slag in de lakenhandel. Soetebooms schoonvader was een lakenhandelaar en de vrouw van Soeteboom had een eigen lakenwinkel waar ze de lakens van haar vader verkocht. Hier was Soeteboom werkzaam tot 1648 toen zijn schoonvader failliet ging. 
Naast scheepstimmerman en lakenhandelaar was Soeteboom boekverkoper, uitgever, dichter en schrijver. Hij opende zijn eigen boekhandel in 1648 in Zaandam genaamd "De Witte Pers" en schreef in de periode van 1640 tot 1678 boeken, liederen- en dichtbundels, een treur- en een blijspel. De werken van Soeteboom zijn te vinden onder zowel de naam "Soet" als "Soeteboom".

## Zijn werk
Soeteboom heeft veel betekend voor de geschiedschrijving over de Zaanstreek. Hij was de eerste die een historische beschrijving over het gebied maakte. De Zaanstreek kwam eerder aan bod in historische werken over Holland of Hollandse steden maar was niet eerder het onderwerp van een historische beschrijving. In de bundel Oudheden van Zaan-land, Stavoren, Vronen en Waterland uit 1701 zijn verschillende geschiedschrijvingen van Soeteboom opgenomen. Onder meer De zoetstemmende zwaanen van Waterland uit 1661 en Saanlants-Arcadia uit 1658. Saanlants-Arcadia wordt gezien als het meest bekende werk van Soeteboom. 
Tal van latere historieschrijvers zoals Adriaan Loosjes, Jacob Honig en Frans Mars hebben hun boeken deels gebaseerd op artikelen uit Soetebooms boeken. Soeteboom is in de Zaanstreek geëerd via het zogenaamde Soeteboomgemaal, dat sinds 1874 aan de Hogedijk in het centrum van Zaandam is gelegen.

## De Soet-Stemmende Zwaane van Waterland
De Soet-Stemmende Zwaane van Waterland is een streekgeschiedenis over Waterland geschreven door Soeteboom. Het boek werd voor het eerst gedrukt in 1658. Verschillende dorpen en steden in en rondom Waterland worden beschreven zoals Edam, Monnickendam en Purmerend. In de beschrijvingen gebruikt Soeteboom veel volksverhalen over de ontstaansgeschiedenis van het gebied. Hij schrijft ook over de Meermin van Edam.
Er zijn drie verschillende uitgaven van de De Soet-Stemmende Zwaane van Waterland. Het boek werd voor het eerst in 1658 in Zaandam uitgegeven door de boekverkoper Willem Willemszoon. Dit is een klein boekje in kwarto formaat. Het boek bestaat uit een voorwoord waarin de schrijver zich tot de stadsbesturen van Waterland richt, een voorreden waarin de geschiedenis van Waterland wordt geïntroduceerd en 46 hoofdstukken over de geschiedenis van de Waterlandse dorpen en steden. Het boekje sluit af met een "bladwijzer". Dit is een lijst van de verschillende plaatsen en begrippen die in de tekst voorkomen op alfabetische volgorde met daarachter de paginanummers vermeld.
De Soet-Stemmende Zwaane is opnieuw uitgegeven in 1660 en 1702. In 1660 gebeurde dit door Gerrit van Goedesberg in Amsterdam onder de titel Historie van Waterland. Inhoudelijk komt deze uitgave overeen met de druk uit 1658. Goedesberg heeft alleen een nieuwe titelpagina toegevoegd. Het boek is in 1702 opgenomen in de tweedelige bundel Oudheden van Zaan-land, Stavoren, Vronen en Waterland en in Amsterdam uitgegeven door Willem Linnig van Koppenol. Het komt inhoudelijk overeen met de twee eerdere uitgaven. Wel heeft de uitgever aantekeningen in druk toegevoegd in de marges. Deze aantekeningen vermelden over het algemeen kort wat er in de tekst geschreven staat. Daarnaast heeft ook deze uitgave een nieuwe titelpagina met afbeelding.